# Święcienin
Święcienin [ɕfjɛnˈt͡ɕɛnin] est un village polonais de la gmina de Radziłów dans le powiat de Grajewo et dans la voïvodie de Podlachie. 

## Géographie
Święcienin se situe à environ 6 kilomètres au nord-est de Radziłów, à 23 kilomètres au sud de Grajewo et à 60 kilomètres au nord-ouest de Białystok. 